# William Hogarth
Pour les articles homonymes, voir Hogarth.
William Hogarth, né le 10 novembre 1697 à Londres et mort le 26 octobre 1764 à Chiswick, est un graveur, peintre, et philanthrope anglais.
Enfant de la Glorieuse Révolution, très tôt reconnu par la critique et identifié en France dès 1753 par Denis Diderot comme un brillant esprit, Hogarth est un artiste complet, qui embrassa plusieurs modes d'expression, et dont l'influence se perpétue jusqu'au début du XXIe siècle. Premier artiste libre et singulier de l'école anglaise de peinture, fondateur de la St Martin's Lane Academy, il n'hésite pas à utiliser la presse et ses réseaux d'amis pour défendre ses idées, tout en exprimant, tant par la plume que par le burin et le pinceau, les errances, les plaisirs et les contradictions morales de son époque.

## Biographie

### Jeunesse
William Hogarth naît le 10 novembre 1697 dans la paroisse de St Bartholomew-the-Great, dans le quartier de Bartholomew Close, à Londres, à une époque appelée la « Glorieuse Révolution », qui voit, sur le plan de la politique intérieure anglaise, s'affronter à la tête du pouvoir régalien, anglicans et catholiques. À la suite de la répudiation définitive des Stuart, les grands propriétaires terriens tiennent le Parlement et affirment leur indépendance vis-à-vis de la monarchie. Par ailleurs, le XVIIIe siècle va être le théâtre de fortes tensions entre la Grande-Bretagne et la France ; Hogarth sera témoin de trois guerres : la guerre de Succession d'Espagne (1701 – 1714), la guerre de Succession d'Autriche (1740 – 1748) et la guerre de Sept Ans (1756 – 1763).
Le père de William, Richard Hogarth, originaire du Westmorland, est un professeur de latin et rédacteur de manuels d'enseignement. Avec Ann Gibbons, ils ont trois enfants : William, Mary et Ann. Le père fait modestement vivre sa famille de son métier de maître d'école. Il décide d'ouvrir en 1703 une sorte de coffee-house réservée aux adeptes de la langue latine, mais il fait faillite en 1707 et écope de cinq ans de prison à Fleet pour dettes : son épouse Ann et ses trois enfants sont contraints de vivre à proximité de la prison dans un local réservé aux familles de débiteurs. En 1712, Richard est libéré et devient correcteur d'épreuves d'imprimerie ; la famille emménage sur Long Lane, quartier de Smithfields (celui des graveurs et des orfèvres).

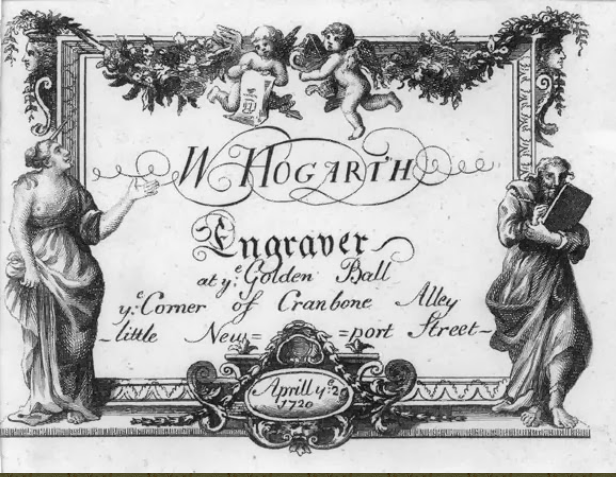
1re carte-adresse d'Hogarth, graveur, à l'enseigne du Golden Ball (avril 1720).

L'aristocratie investit dans des propriétés rurales, laissant l'industrie et le commerce se développer dans la capitale. Dans ce contexte, les nouveaux bourgeois sont dépensiers, ce qui crée un marché propice à l'art du graveur, également favorisé par la demande populaire de gravures d'actualité et d'estampes satiriques. Peu adapté au système éducatif mais doté d'une perception aiguë du monde qui l'entoure, William Hogarth dessine beaucoup et rend régulièrement visite à l'atelier d'un peintre local. Pour échapper à la pression de son père, il entre à l'âge de quinze ans environ, comme apprenti dans l'atelier d'Ellis Gamble, orfèvre et graveur sur métaux (actif de 1712 à 1733), membre de la Merchant Taylor's Company, sur Blue Cross Street (Leicester Fields), chez qui il semble qu'il se soit installé. Il grave des emblèmes sur des pièces d'orfèvrerie en or et argent jusqu'en 1720, des armoiries, des cartes-adresses (trade cards), petites pièces de gravure reportée sur papier épais destinées aux artisans et fournisseurs londoniens, ainsi que des ex-libris,. Hogarth, frustré par un travail trop cadré, appelle ces armoiries les « monstres de l'héraldique » et les spécialistes considèrent qu'il y a perdu de nombreuses années cruciales pour son développement comme artiste[réf. nécessaire]. Il développe néanmoins par lui-même des techniques peu orthodoxes, et son originalité comme artiste tient beaucoup à son pragmatisme et à son approche non conventionnelle de sa carrière.
En 1718, le père de William meurt. Le voici chargé de famille.

### Premiers travaux gravés

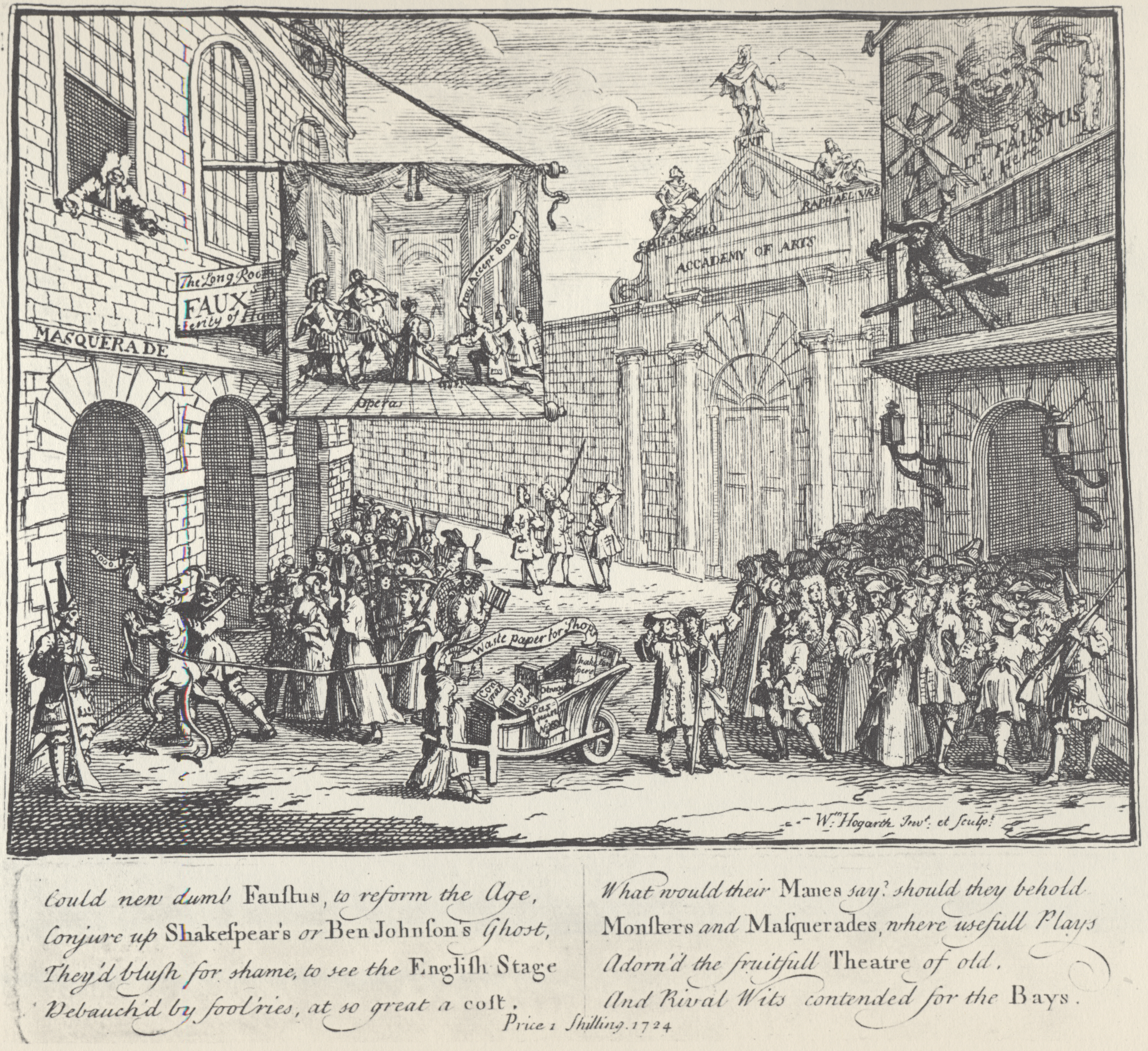
The Bad Taste of the Town, gravure publiée en 1724 (1er état).

Décidé à gagner de l'argent par ses propres moyens et à aider ses proches, Hogarth se lance à son compte à partir d'avril 1720, date à laquelle il édite sa propre carte de négoce : installé chez sa mère, il se présente comme graveur, à l'enseigne du Golden Ball (« la boule d'or »), dans Cranbone Alley, sur Little Newport Street. Ses premiers clients sont des commerçants et des éditeurs. La même année, il entre à l'académie de peinture et de dessin, appelée The Academy for the Improvement of Painters and Sculptors by drawing from the Naked, fondée par Louis Chéron et John Vanderbank, préfiguration de la St Martin's Lane Academy, au moment où Londres est en proie à une fièvre financière qui conduit à l'effondrement durant l'automne de la South Sea Company, un désastre ruineux qui va traumatiser la capitale.
Le Londres artistique est, à cette époque, largement dominé par les influences étrangères : Français et Italiens s'en disputent les honneurs. Marco Ricci, un peintre vénitien qui produisait entre autres des caricatures s'inspirant de la vie artistique londonienne, reçut de nombreuses commandes de lord Burlington et devint la coqueluche de la ville. Sans aucun doute, Ricci plut beaucoup au jeune Hogarth.
Il exécute en 1721 sa première pièce gravée à connaître un certain succès, Emblematical Print on the South Sea Scheme, d'une part, parce qu'il inaugure là un nouveau genre avec une originalité qui trouve son public, l'image satirique, un genre repris des Hollandais, et d'autre part, parce qu'il va tenter de rompre le monopole du marché des estampes détenu par la Stationers' Company, et, s'associant avec ses amis graveurs, tel Bernard Baron, réveille le milieu londonien de l'illustration, plutôt conformiste. Durant les quatre années suivantes, il produit de nombreuses estampes satiriques, comme The Bad Taste of the Town et A Just View of the British Stage (1724), dont l'un des points d'ancrage est le théâtre (la scène mais aussi celui de la vie londonienne, de ses manies et ses hypocrisies).
Vers cette époque, il commence à fréquenter le Rose and Crown Club, et se lie aux artistes associés que sont Bernard Baron, George Vertue, Peter Tillemans, et Michael Dahl, entre autres membres.
En 1724, Hogarth découvre que sa gravure The Bad Taste of the Town a été piratée, fait d'autant plus rageant que c'était là sa première gravure originale qu'il lançait lui-même dans le commerce au prix d'un shilling. Le jeune homme entre cette même année dans l'académie de dessin fondée trois ans auparavant par James Thornhill à Covent Garden. Peu de temps après, Hogarth tombe amoureux et s'enfuit avec la fille du maître, Jane, qui du coup n'aura point de dot. De leurs côtés, les sœurs de William ouvrent une boutique de modiste sur Long Walk près de l'hôpital de St Bartholomew. En avril 1726, vont paraître dix-sept gravures destinées à l'illustration d'un ouvrage, le Hudibras, de Samuel Butler, qui lui fournit également le sujet de douze estampes publiées séparément, Les Croupions brûlent à Temple Bar (Burning ye Rumps at Temple Bar), vendues par le marchand Philip Overton.
Entretemps, il renonce à une commande de cartonnier en tapisserie en 1727, au prétexte qu'il est « un graveur, pas un peintre » : l'affaire tourne mal, et le conduit à un procès, qu'il remporte le 28 mai 1728.
Nullement courtisan, il produit des planches satiriques sur le roi George II, sur Henri VIII et Anne Boleyn, sur Horace Walpole (1726-1727).
Jane Thornhill et William se marient le 23 mars 1729 et emménagent non loin des Thornhill, à Little Piazza, face à Covent Garden.
Quelques mois plus tôt, il aurait été initié à la franc-maçonnerie, entrant à la loge de la Hand and Apple Tree Tavern, située sur Little Queen Street. Il abordera ce thème dans Four Times of the Day (Nuit, 4e moment).

### Le peintre
« Chaque figure, chaque détail, joue un rôle dans le récit de Hogarth, ce qui évidemment ne suffirait pas à faire un bon tableau. Ce qui est remarquable chez ce maître, c'est que, si excessivement préoccupé qu'il soit par son sujet, il ne cesse de s'exprimer en véritable peintre. Tout témoigne de sa maîtrise. »

— Ernst Gombrich, Histoire de l'art.

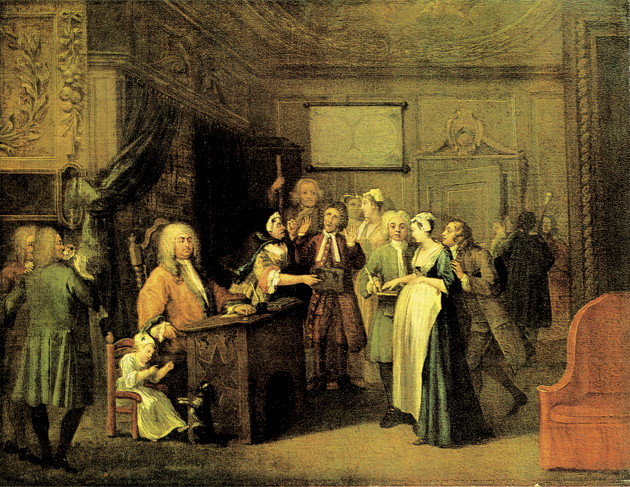
The Denunciation. A Woman Swearing a Child to a Grave Citizen (vers 1729), pendant de The Christening, Hogarth innove avec deux toiles combinant le vocabulaire de la peinture de genre hollandaise et les goûts de l'époque pour la satire.

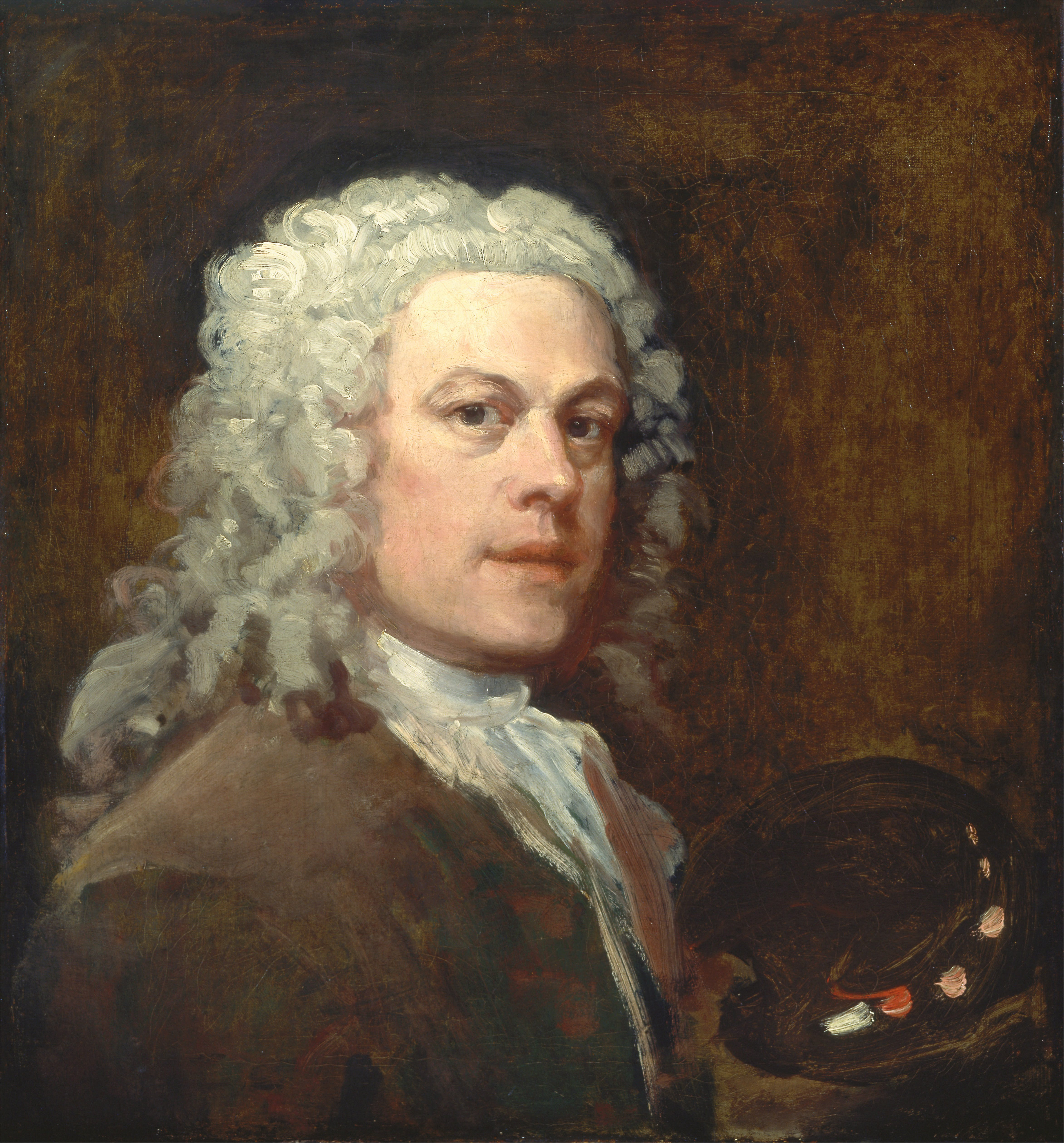
Autoportrait de Hogarth vers 1735, Yale Center for British Art.

En fait, depuis déjà une année, le jeune homme, qui continue de graver, s'affirme aussi comme peintre. Il avait appris des maîtres hollandais dans la veine de Jan Steen, qui s'intéressaient aux épisodes journaliers de la vie quotidienne, et n'ignorait rien de l'art italien de son temps, celui des vedustiti où s'illustra un Francesco Guardi. Pour gagner de l'argent, il s'essaye d'abord à partir de 1727-1728 au tableau de conversation de petits formats, des scènes de genre à la mode, dans la lignée de Marcellus Laroon le Jeune. Sa première commande provient du vicomte de Castelmaine, Richard Child (1680-1750), pour un portrait de groupe en conversation commémorant sa réception à Wanstead House.
Comme ses gravures, certaines de ses premières toiles — qui d'ailleurs seront souvent portées en gravure par lui et ses assistants — témoignent de ses qualités de satiriste. D'autres manifestent une sensibilité particulière à la puissance d'expression du théâtre qui ne le quittera jamais. Ainsi illustre-t-il dès 1728 par deux toiles The Beggar's Opera (L'Opéra des gueux), pièce de John Gay qui connaissait à Londres le succès, puis, vers 1737-38, Scene from The Tempest (Une scène de « La Tempête ») de Shakespeare, et en 1745, David Garrick in the Character of Richard III (L'acteur Garrick dans le rôle de Richard III). « Ma peinture est ma scène, écrira Hogarth, et mes personnages sont des acteurs qui y donnent une pantomime silencieuse ».

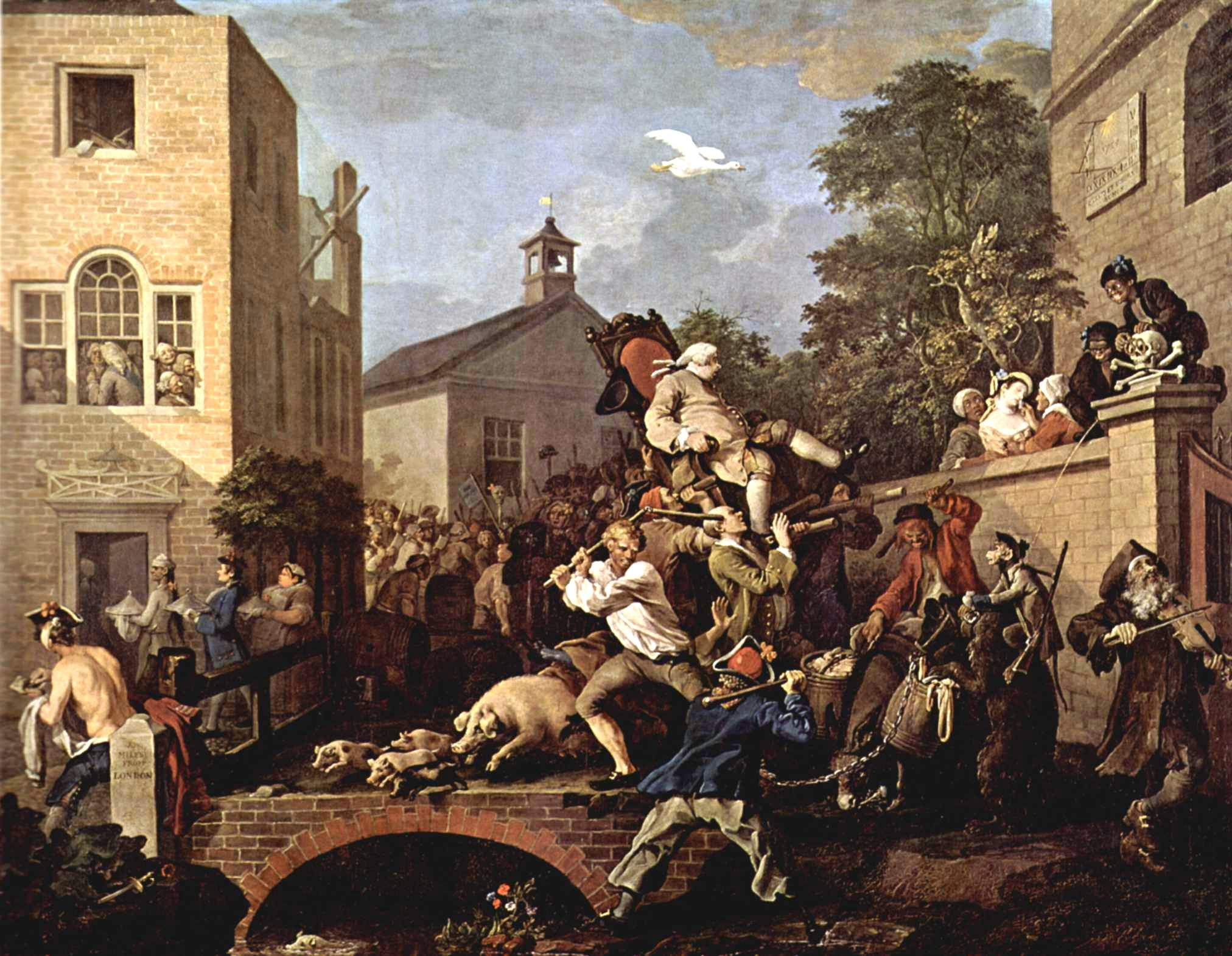
Satire des mœurs électorales (Triumph of the Deputies, huile sur toile, 1754-1755).

C'est sans doute dans la représentation de gens simples ou bourgeois fraichement arrivés qu'il parvient à la plus grande expressivité. Hogarth atteint à une grande virtuosité dans les sujets contemporains et moraux qu'il appelait ses « pièces morales », dont on pourrait trouver l'origine conceptuelle chez Jacques Callot et certains maîtres hollandais du siècle précédent. Sous la forme satirique que connaît alors la littérature anglaise avec Daniel Defoe ou Jonathan Swift (avec A Description of a City Shower, notamment), le peintre fustige les mœurs de la société britannique. Il est à ce titre considéré comme le père de l'estampe satirique anglaise et un précurseur de la caricature. Il s'intéresse aux réformes sociales, il est l'ami d'écrivains comme Tobias Smollett et Henry Fielding, dont il partage le mépris pour la corruption politique. Aussi, malgré le succès de ses portraits, Hogarth, comme il l'écrira dans ses autobiographical notes (ses « notes autobiographiques », posthumes et inédites en français), tourne ses pensées « vers un genre encore plus original : la peinture et la gravure de sujets moraux modernes, un champ qui [n'a] encore été exploité à aucune époque et dans aucun pays ».
En 1731, William et son épouse s'installent dans la maison des Thornhill, à Great Piazza (Covent Garden). En 1733, quelques jours avant son exécution par pendaison, il rend visite en prison à Sarah Malcolm, en compagnie de son beau-père James Thornhill : de ses esquisses, il tire une gravure puis un tableau. C'est aussi cette année-là qu'il reçoit ses premières commandes royales mais où il se heurte à quelques ennemis et intrigants, dont l'architecte William Kent et Charles FitzRoy, duc de Grafton (1683-1757). Il finit par déménager, laissant la maison de James Thornhill à son beau-frère John, en sa propre maison située sur Leicester Fields, où il a son atelier et son échoppe à l'enseigne du « Golden Head ». Il constate que ses gravures sont de plus en plus piratées, signe également de leur succès.
Ayant peint une toile représentant le lever d'une prostituée, Hogarth la montre à ses amis, qui l'en félicitent. Peut-être inspiré par un roman contemporain de Daniel Defoe (Heurs et malheurs de la fameuse Moll Flanders), il décide alors de lui donner un pendant, et enfin de l'intégrer dans un ensemble de six tableaux qui content l'histoire malheureuse, mais au dénouement édifiant, d'une fille de la campagne : A Harlot's Progress (La Carrière d'une prostituée) est achevée à la fin de 1731, son succès encourage l'artiste à mettre en chantier dès la fin 1733 une nouvelle série, A Rake's Progress (La Carrière d'un libertin), achevée en 1735.
Au début des années 1730, il se lie à Mary Edwards, l'une des femmes les plus riches et indépendantes du pays, qui avait été répudiée par son mari, lequel avait déclaré leur fils illégitime. Elle devient durant dix ans, la plus proche amie d'Hogarth et son principal mécène. Le peintre exécute en 1742 un grand portrait d'elle, l'un de ses plus accomplis.
Par ailleurs, toujours au début des années 1730, il se lie d'amitié avec Jonathan Tyers, un entrepreneur qui transforma les Spring Gardens de Vauxhall, en lieu de plaisirs raffinés. Louant une petite maison d'été du côté de South Lambeth, Hogarth, avec ses amis Francis Hayman, Hubert-François Gravelot, et Louis-François Roubiliac, fut conseiller artistique de ce lieu où il se rendait régulièrement, et pour lequel il exécuta de nombreux motifs gravés et peints.

### Un artiste qui s'affirme

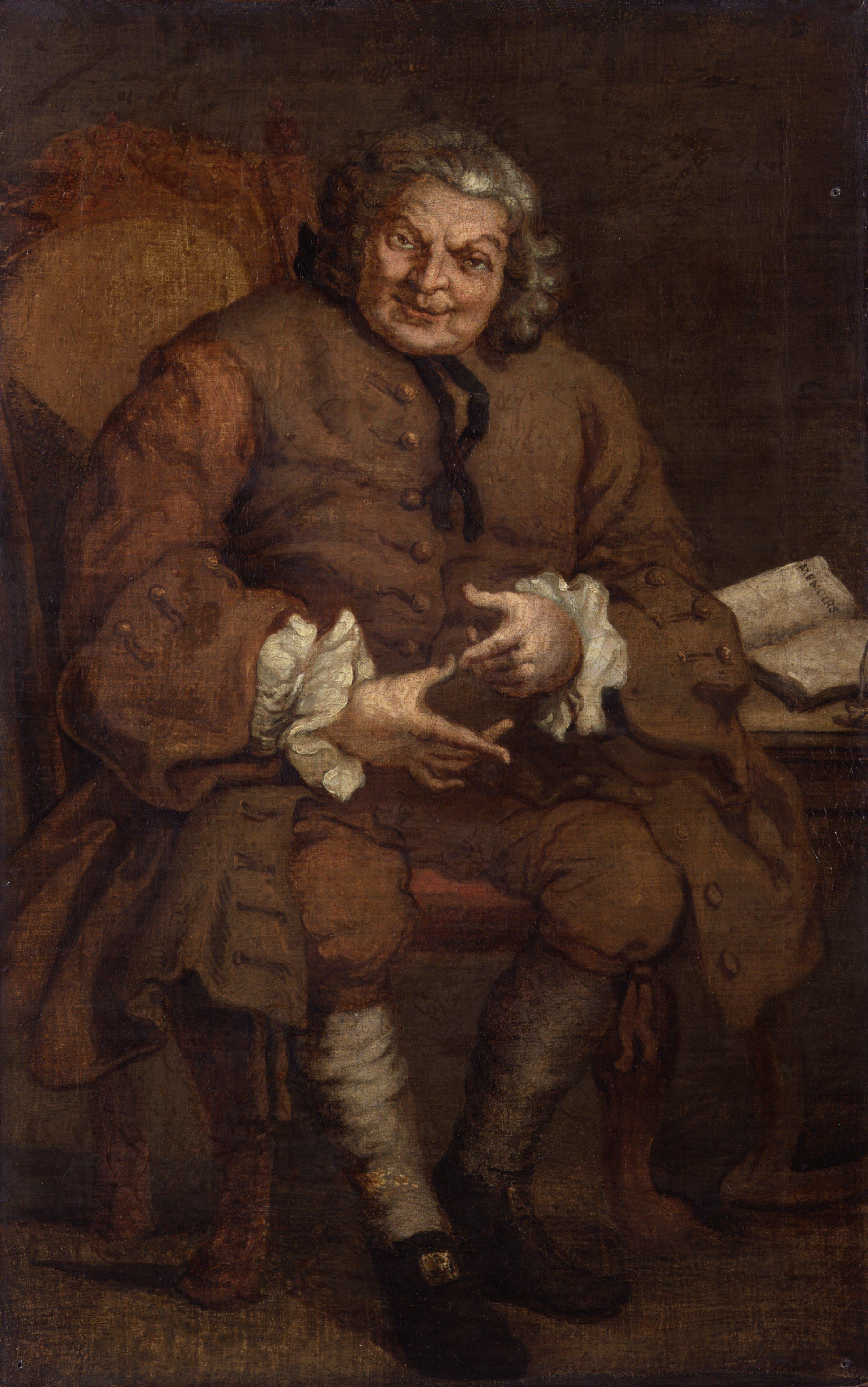
Simon Fraser, 11th Baron Lovat (huile sur toile, vers 1747), National Portrait Gallery, Londres.

En 1735, l'artiste est l'un des signataires d'une pétition qui aboutit quelques semaines plus tard au vote par le Parlement de la « Loi Hogarth » (Engravers' Copyright Act), laquelle interdit de tirer des estampes d'art sans l'accord contractuel de l'auteur. Le souci de toucher le plus de monde possible, et dans toutes les couches de la société, pousse également le graveur à varier le style de ses estampes. Cette même année, il rouvre la St Martin's Lane Academy, qui avait fait faillite, et où il accueille entre autres le français Hubert-François Gravelot dont le style fera école, ainsi que le sculpteur Roubillac. 1735 est aussi l'année où il refonde avec le comédien John Rich et le peintre George Lambert le Sublime Society of Beef Steaks : la principale cible de toutes leurs moqueries est Robert Walpole.
Si Hogarth réussit pleinement comme « peintre d'histoire comique » ainsi que le qualifie Henry Fielding à la fois dans sa gazette, The Champion, et dans la préface à son roman Joseph Andrews, il s'essaye également à la grande peinture d'histoire et à la peinture religieuse : répondant à des commandes qu'il estime acceptables, il réalise notamment en 1735-1736 Le Bon Samaritain et La Piscine de Béthesda pour l'escalier d'honneur du St. Bartholomew's Hospital, le Saint Paul devant Félix (1746) pour le Lincoln'Inn, et plus tard, en 1756, le grand triptyque pour St. Mary Redcliffe, à Bristol. Mais dans la protestante Angleterre, la peinture religieuse est peu prisée.
En 1739, étant sans enfant, il s'intéresse aux orphelins du Foundling Hospital : devenu l'ami du capitaine philanthrope et fondateur du lieu, Thomas Coram, il exécute les costumes et le blason de l'orphelinat, ainsi qu'une série de dessins confiés au burin de François Morellon de La Cave et destinés aux appels à dons, puis persuade Coram d'y accueillir des expositions de peintures afin de transformer le produit des ventes en donation pour l'éducation et le soin des enfants. La gestion des expositions est confiée bientôt à la Société des Dilettanti dont Hogarth est membre[Information douteuse]. Le salon de charité du Foundling Hospital, qui se doubla de concerts, entre autres offerts par George Frideric Handel lui-même en 1749 et 1750, est le premier espace d'exposition consacré aux arts en Angleterre.

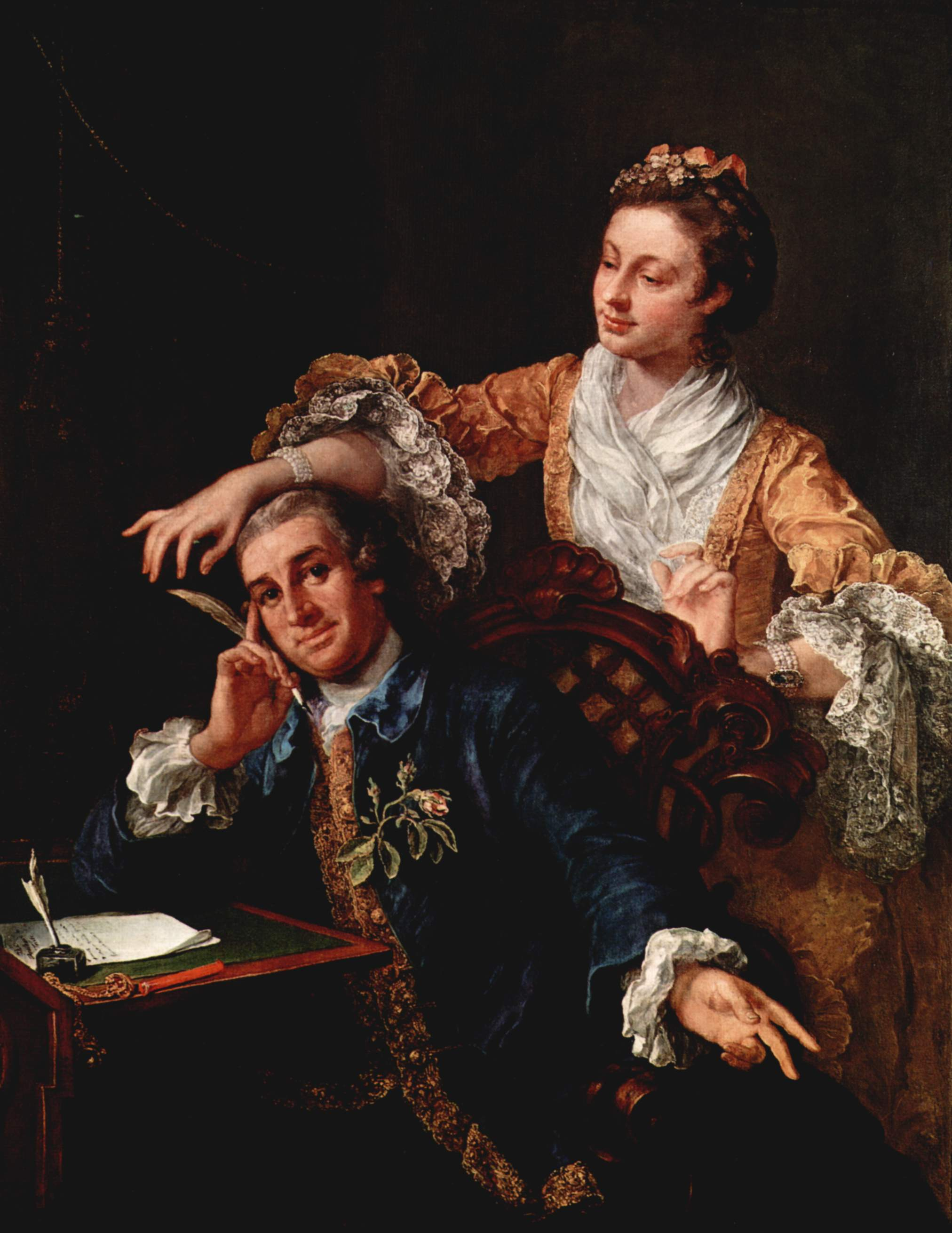
Portrait de David Garrick et de sa femme Eva-Maria Veigel (huile sur toile, 1755), Royal Collection.

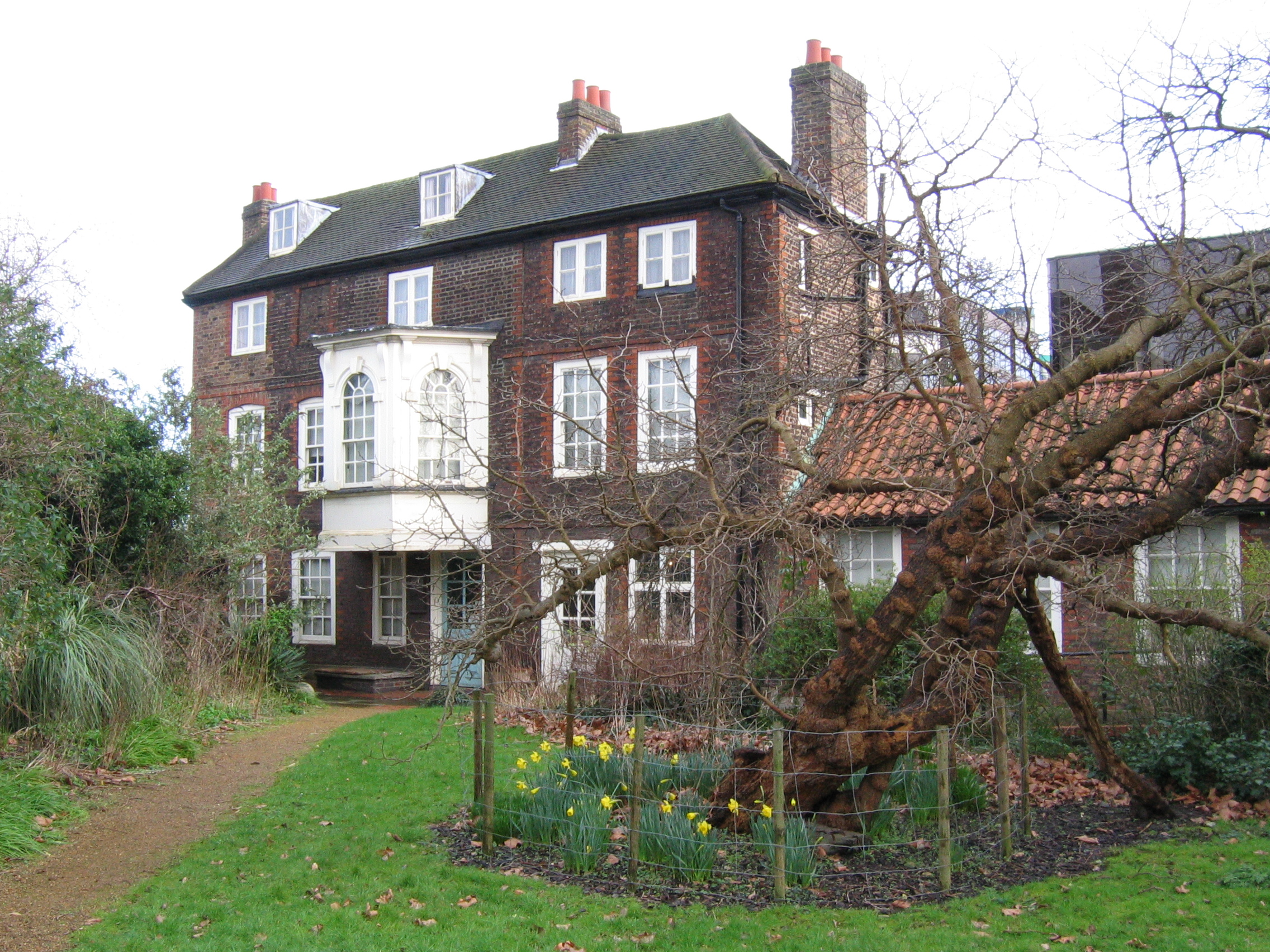
La maison d'Hogarth, à Chiswick, classée demeure historique, devenue un musée en 1904.

Hogarth voyagea peu : il ne fit pas le Grand Tour en Italie, contrairement à nombre de ses collègues, méprisant ce qu'il considérait comme une perte de temps. En 1743, toutefois, il se rend à Paris pour un voyage assez bref — peut-être conseillé par Gravelot et Jacques-Philippe Le Bas — afin de solliciter « les plus grands maîtres de Paris », comme il l'annonce sur le bulletin de souscription de six gravures sur cuivre du Marriage A-la-Mode [sic], d'après John Dryden, achevées en 1745, description satirique mais raffinée d'« une aventure moderne dans la plus haute société ». Aucun artiste n'est en fait venu de France, la guerre l'empêchant. Il va toutefois contacter trois graveurs français déjà installés à Londres : Bernard Baron, Simon François Ravenet et Gérard Jean-Baptiste II Scotin.
Le 27 février 1745, Hogarth décide de mettre en vente dix-neuf de ses peintures, à savoir A Harlot's Progress, A Rake's Progress, The Four Times of Day et Strolling Actresses Dressing in a Barn. Pour l'occasion, il s'amuse à graver et imprimer un billet d'entrée destiné à la vente et mettant en scène ses peintures attaquées par des toiles de maîtres anciens, estampe intitulée The Battle of the Pictures. Avec humour et malice, cette scène vise son ami Christopher Cock, important galeriste et marchand londonien, lequel lui avait commandé, en 1731, cinq tableaux de conversation. L'un de ces tableaux constitue l'unique portrait que nous possédions de Cock (Portrait of Sir Andrew Fountaine with other Men and Women, Philadelphia Museum of Art).
En 1748, durant un voyage d'étude qui devait les mener en Flandre en compagnie d'un groupe d'artistes, les peintres Francis Hayman, Thomas Hudson, Joseph van Aken et son frère Alexandre, et enfin le sculpteur Henry Cheere (1703-1781), il effectue un crochet par Calais avec Hayman, en juillet, profitant d'une période d'armistice. En effet, la France et la Grande-Bretagne étant toujours en guerre, on va toutefois l'accuser d'espionnage, puis on l'emprisonne, on le mène devant le gouverneur de la ville, qui constate que cet homme est bien un artiste, et donc le libère. Ce voyage fort mouvementé lui donne l'idée d'une nouvelle toile satirique surnommée La Porte de Calais (O, the Roast Beef of Old England, 1748), suivie par Le Départ de la garde pour Finchley (1749), une toile qui se moque des soldats partant la fleur au fusil, tout en manifestant son nationalisme, certes ambigu. C'est l'époque où apparaissent certains tableaux plus intimistes, possédant une palette à la fois éclaircie et intense : d'abord son Autoportrait au carlin (1745), contemporain de L'Acteur David Garrick en Richard III, et d'un tableau figurant ses sœurs, et enfin, une toile de 1746, possédant une grande force expressive, et représentant les traits de Simon Fraser, 11e lord Lovat, qui fut le dernier condamné à la décapitation en Angleterre. Cette tendance s'affirme encore avec la toile Serviteurs du peintre (Hogarth's Servants, vers 1754) qui touche le spectateur par sa lumineuse humanité.
En 1749, Hogarth, la cinquantaine, décide d'acheter une maison de campagne à Chiswick. On ignore le prix qu'il paya au fils du pasteur George Andreas Ruperti, lequel s'en servait comme lieu de villégiature. C'est un bâtiment en briques de deux étages comprenant six pièces avec un peu de terrain ; au fond du jardin, Hogarth aménage un atelier. Il partage ce logis avec son épouse Jane, sa belle-mère, sa propre sœur et ses cousins, dont Mary Lewis, qui devient son assistante.

### Le moraliste, l'essayiste et les honneurs

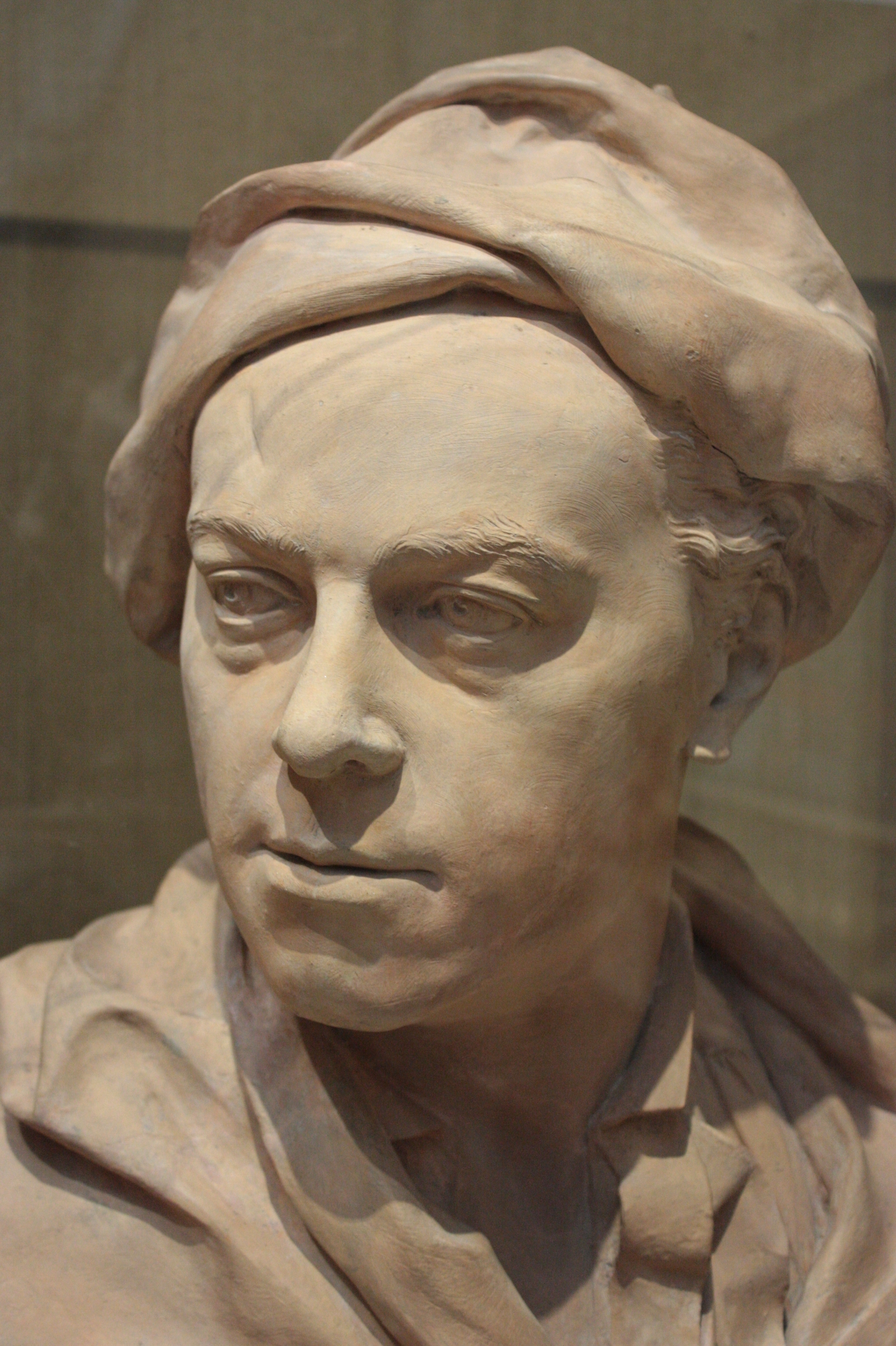
William Hogarth (1741), buste par Roubiliac (Londres, National Portrait Gallery).

Hogarth se rapproche de plus en plus de l'estampe populaire pour opposer les effets bienfaisants de la bière aux désastres provoqués par le gin (Beer Street and Gin Lane - La Rue de la Bière et la Ruelle du Gin, 1751) ou pour « écrire » les douze chapitres truculents d'une fable où s'opposent les carrières de deux apprentis (Industry and Idleness - Le Zèle et la Paresse, 1747). Les vertus de l'un l'amènent à devenir lord-maire de Londres, les vices de l'autre sont sanctionnés par l'échafaud.
Dans son essai Analysis of Beauty, written with the view of fixing the fluctuating ideas of taste (L'Analyse de la beauté, 1753), Hogarth affirme que le principe de la beauté réside dans la ligne ondulée ou serpentine baptisée par lui du nom de « ligne de beauté ». Dans la préface, Hogarth fait part des grandes motivations qui animent son projet : s'inscrivant dans la logique des Lumières, il s'agit, dans ce domaine comme dans tant d'autres, de sortir le discours sur la beauté et sur la grâce des brumes élitistes (le je-ne-sais-quoi, le « mystère de la création ») et des hiérarchies académiques (seule la copie des modèles anciens permet d'atteindre le beau idéal). Ce livre, qui se rapproche d'un manuel de conduites ou d'attitudes quant au goût en général, et reflète « la campagne obstinée de Hogarth contre le goût à la mode ».
En 1755, son essai, en dépit de quelques critiques dont une virulente gravure satirique composée par Paul Sandby, lui vaut d'être élu membre de la Royal Society of Arts, dont il démissionnera deux ans plus tard.
Le 6 juin 1757, en remplacement de son beau-frère John Thornhill, il est nommé Serjeant Painter, par le roi George II, une charge honorifique, relativement différente de celle de peintre principal en ordinaire, charge dont Hogarth, par autodérision, va se moquer — certes, il ne reçoit que 10 £ de pension annuelle, mais a accès à des commandes officielles qui lui permettent tout de même de gagner 200 £ à l'année. Depuis quelque temps, il s'oppose publiquement à l'idée d'une académie officielle des arts, qui remplacerait St Martin's Lane. Le peintre Joshua Reynolds publie une satire de Hogarth dans The Idler (1759).

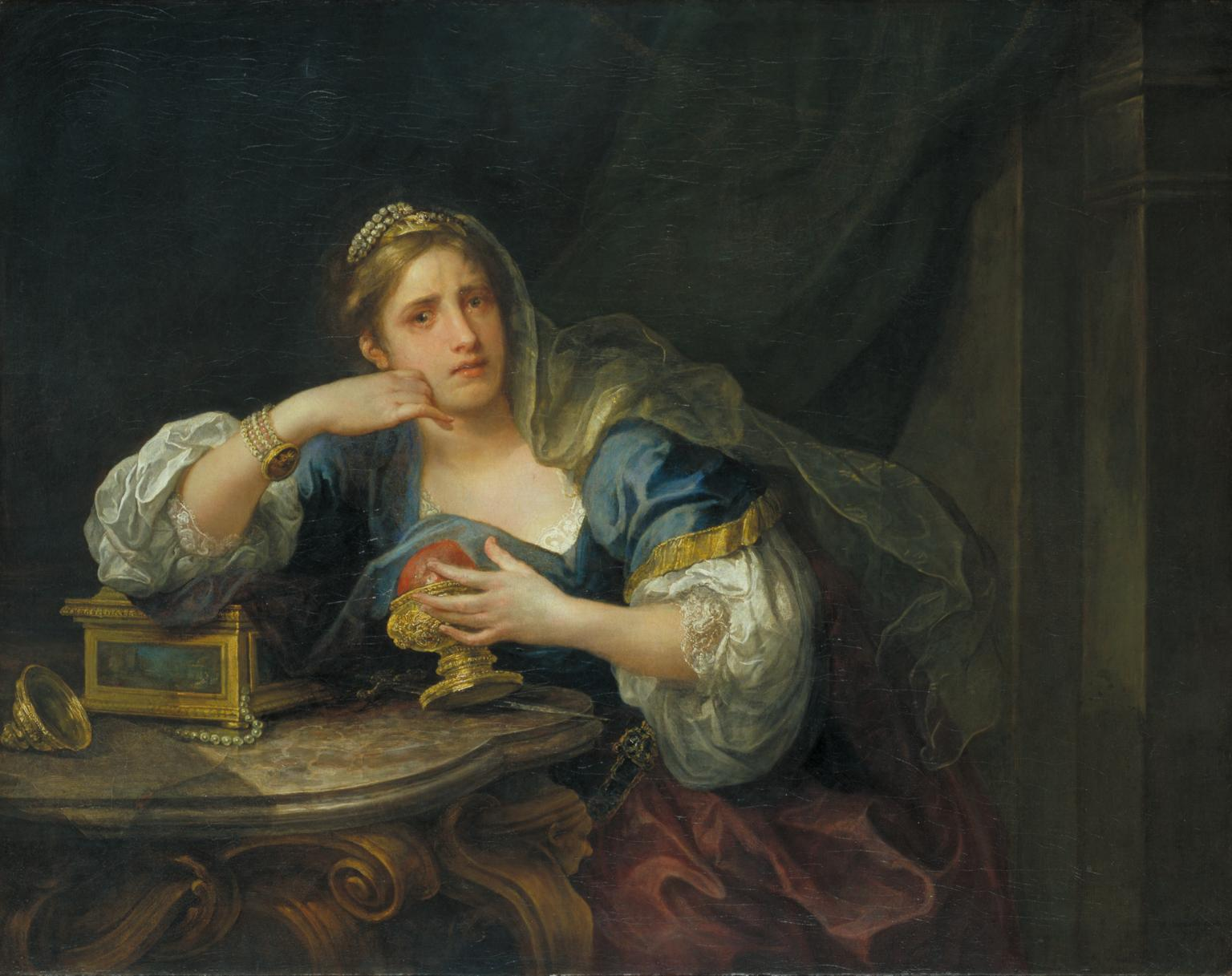
Sigismunda Mourning over the Heart of Guiscardo (1759) est sans doute la dernière toile d'Hogarth (Tate Britain).

Ayant renoncé un temps à la peinture d'histoire, il accepte néanmoins en 1758 des commandes de l'Irlandais James Caulfeild of Charlemont, dont The Lady's Last Stake (appelée aussi Le Piquet, ou la Vertu en danger, d'après la comédie de Colley Cibber, 1708), conversation piece chargée d'érotisme, qui fut exposée à la Society of Artists en 1761 avant de partir pour Dublin. Il se fatigue beaucoup et tombe malade, subissant une première attaque au début de 1760 qui l'immobilise pendant près d'une année. Pour autant, cette fatigue peut aussi trouver son explication dans un nouveau travail d'écriture qu'il entreprend à la fin des années 1750. Selon le souvenir de Charlemont lui-même, Hogarth souhaite livrer au public un retirage complet de ses gravures, accompagné de notes explicatives et résolument pédagogiques, car, estime-t-il, « elles ont souvent été interprétées de travers ». Par ailleurs, il envisage un nouvel essai, qui se serait intitulé Apology for Painters, on the arts of Painting and Sculpture particularly in England to which is added Some observations ; de ce projet, l'on retrouvera la trace dans le manuscrit publié à titre posthume et intitulé Anecdotes of Hogarth.
Le comte Richard Grosvenor lui commande à son tour une toile ; très généreux, le comte lui donne carte blanche. Cependant, au lieu d'un rendu satirique auquel s'attendait le commanditaire, Hogarth lui propose un travail d'histoire inspiré d'un récit de John Dryden et de Boccace, Sigismonde pleurant le cœur de Guiscardo (Sigismunda Mourning over the Heart of Guiscardo). C'est un thème tragique, triste, voire morbide, qui déconcerte Grosvenor. Par ailleurs, le peintre réclame la somme exorbitante pour l'époque de... 400 £. Le contrat est rompu. Deux ans plus tard, il expose cette toile « destinée à émouvoir le spectateur » aux Spring Gardens et reçoit une série de critiques d'une rare violence, si bien qu'il en retira lui-même le tableau de la cimaise.

### Un mauvais climat

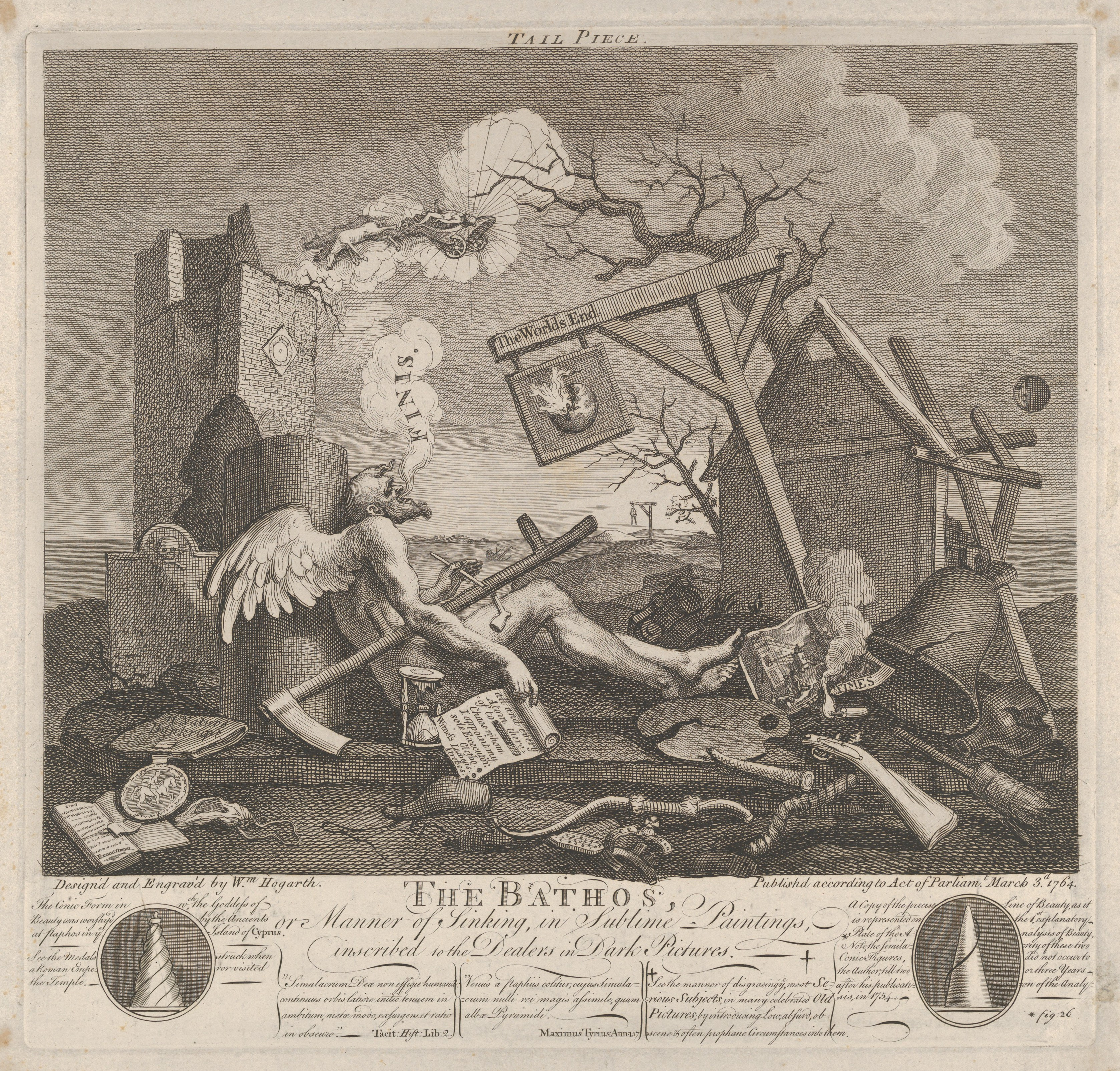
Cul-de-lampe ou la Chute du sublime, ultime gravure d'Hogarth imprimée en mars 1764.

Au début des années 1760, ses plus proches amis sont, outre Garrick, Francis Hayman et Laurence Sterne. En 1761, il devient membre de la Society of Artists et expose avec eux aux Spring Gardens de Vauxhall, soit sept tableaux. Hogarth publie encore des gravures satiriques contre la nouvelle guerre qui oppose Britanniques et Français, et se heurte au parti des bellicistes, et à ceux qui attaquent la Society of Artists. Fin 1761, il subit une seconde crise, sa santé vacille. Il ne peut achever sa suite prévue, L'Époque (The Times I et II, 1762), qui vilipendait les tueurs de la paix et le climat anti-français et de paranoïa qui jetait en prison le moindre opposant aux va-t-en-guerre, mais surtout, qui montre que son auteur demeure profondément un libre esprit, ne rejoignant au fond aucun parti, sauf celui de la lucidité. En découvrant The Times I, des journalistes s'en prennent à lui, dont le polémiste John Wilkes — qui se veut le champion de la liberté mais que certains jugent comme un laquais de William Pitt l'Ancien —, auquel Hogarth répond par une gravure en mai 1763 qui se vendit à plus de 4 000 exemplaires. Hogarth fustigeait quelques mois plus tôt l'esprit de crédulité et de superstition, avec une nouvelle gravure, Credulity, Superstition, and Fanaticism: Medley (mars 1762), dans laquelle on voit un lieu de culte méthodiste où les fidèles manifestent avec excès leur exaltation religieuse. Le climat politico-social de Londres n'est pas bon : amer, il s'installe définitivement dans sa maison de campagne à Chiswick, et où il retrouve son épouse Jane et ses cousins. En 1763, toujours, le prélat et journaliste Charles Churchill attaque Hogarth via une épître, et le peintre répond par la gravure L'Homme de main (qui aurait prétendument tué Churchill) ; au même moment, le comte de Bute commandite en sous-main une caricature représentant Hogarth en donneur de leçons mais avide d'argent. Épuisé par ces joutes souvent violentes, Hogarth est victime d'une paralysie à la fin de cette année-là : il ne pourra achever la deuxième planche de The Time (L'Époque), mais il réussit à compléter Cul-de-lampe ou la Chute du sublime (Tail Piece ou The Bathos) qu'il publie en avril 1764.
Dans la nuit du 25 au 26 octobre 1764, William Hogarth, usé et dédaigneux, hautain mais ferme, est terrassé par une crise de vomissements, prélude à une rupture d'anévrisme qui l'emporte, après une année passée à lutter contre la maladie. Il est inhumé le 2 novembre dans le cimetière de l'église St Nicholas de Chiswick. Sa maison, près de la route nationale A4 Londres-Bristol, très fréquentée, est devenue un musée qui lui est consacré. David Garrick composa des vers de circonstances, une épitaphe. Il est mort sans descendance ; son épouse Jane (1709-1789) lui survit et durant vingt-cinq ans, gère son œuvre.

## Influence et postérité

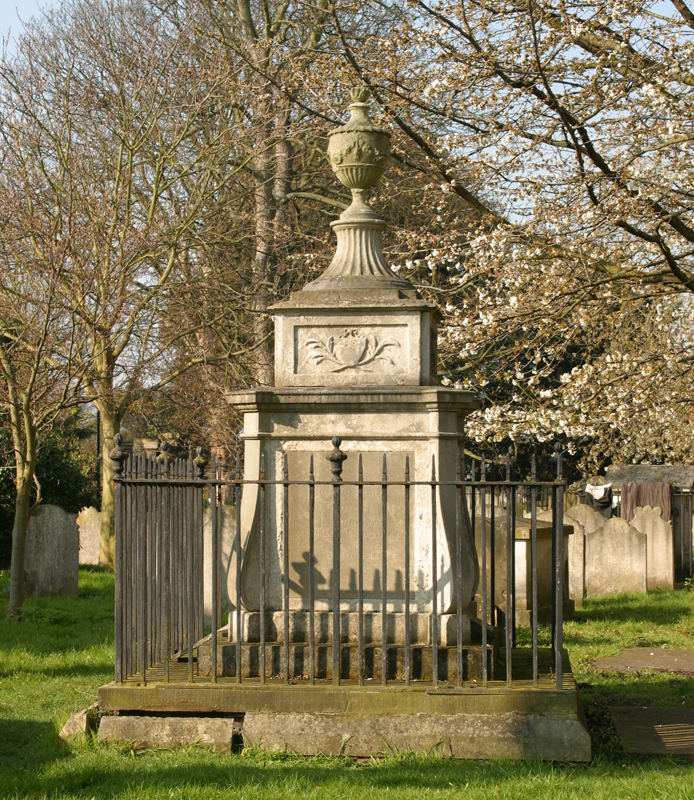
Monument funéraire de Jane et William Hogarth, cimetière de l'église St Nicholas, Chiswick.

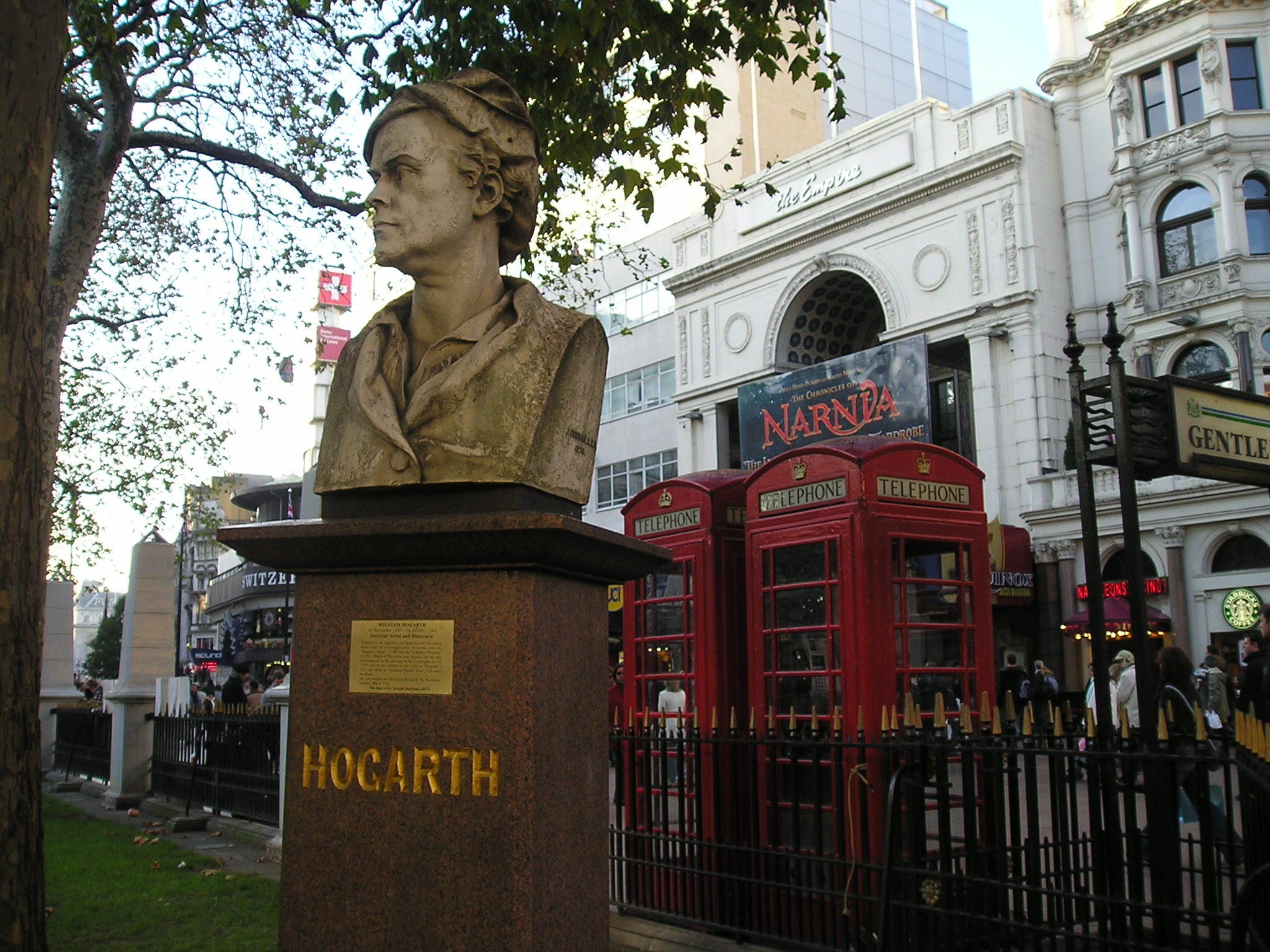
Buste de William Hogarth (1874), œuvre de Joseph Durham, à Leicester Square, où il vivait (Londres).

Premier peintre anglais à permettre à son pays de s'émanciper de l'influence de la peinture flamande et française et de s'exprimer en véritable peintre, Hogarth apparaît, avec le recul, comme une figure majeure de l'Europe artistique du XVIIIe siècle. Par son œuvre de théoricien, Hogarth ouvre la voie à une reconnaissance des genres mineurs que sont le portrait des humbles, le paysage urbain et la gravure satirique, qui joueront un rôle essentiel dans l'affirmation d'une école anglaise, celle de Joshua Reynolds et Thomas Gainsborough, jusqu’à Joseph Mallord William Turner et John Constable, en passant par Thomas Rowlandson, John Collier, William Blake et James Gillray.
Hogarth fréquentait une certaine élite intellectuelle de Londres, mais aussi pas mal d'excentriques, d'iconoclastes, et des gens du peuple ; il passait beaucoup de temps avec des dramaturges, des acteurs et des artistes, au sein de nombreux gentlemen's clubs où l'on pouvait débattre, faire de la musique, lire, boire et manger en toute liberté. La St Martin's Lane Academy qu'il fonde et gère entre 1735 et 1753, devient une véritable ruche intellectuelle, et Thomas Gainsborough en fut l'un des membres les plus prestigieux.
Dès les années 1730, le poète John Bancks loue la « grâce variée » des images d'Hogarth, George Vertue, graveur à succès et commentateur assidu de la scène artistique londonienne, souligne la « grande variété » de ses tableaux, Jonathan Richardson célèbre « la variété infinie qui s'exprime dans les œuvres d'Hogarth ». À la fin du XVIIIe siècle, les mêmes expressions seront reprises pour décrire l'œuvre peint et gravé de l'artiste, entre autres par William Gilpin (1768), puis par l'essayiste Charles Lamb (1811). Sous les burins de Richard Livesay (1782), puis de Samuel Ireland (1794), on assiste à une nouvelle vague de reproduction et de diffusion des gravures d'Hogarth, qui suscite même quelques accusations de faux. En 1798, John Ireland (sans lien avec le précédent) publie A Supplement to Hogarth Illustrated, un essai pour accompagner les retirages que le marchand d'estampes John Boydell entreprenait depuis un an plus tôt ; c'est dans cette publication, assez onéreuse, qu'on découvre pour la première fois les Anecdotes of an Artist d'Hogarth.
En 1806, le graveur Thomas Cook publie Hogarth Restored (Londres), reproduisant l'ensemble des estampes du maître. C'est une collection précieuse car de nombreuses gravures de Hogarth étaient d'une grande rareté et n'avaient jamais été rendues publiques. Plus tard, Cook exécute une série réduite de ses mêmes gravures pour l'édition Nichols et Stevens, Genuine Works of William Hogarth (1808-17),. Nichols, toujours, édite en 1833, cette fois dans une édition moins couteuse que la précédente, les « anecdotes » d'Hogarth, une sorte de journal intime tenu par le maître lui-même, et qu'il accompagne de commentaires.
En France, la traduction en 1904 de l'essai illustré d'Henry Austin Dobson (1840-1921), l'un des plus grands spécialistes de son temps sur Hogarth, marque l'entrée du graveur et peintre britannique en dehors d'un cercle de spécialistes : on sait par exemple grâce à la correspondance entre Gustave Courbet et Whistler combien ce dernier se passionnait pour le maître « profondément anglais », mais dont le réalisme exacerbé, l'intérêt porté aux grouillements urbains, ne laissaient pas insensible. Un temps maître de Whistler, Gustave Courbet, dans sa jeunesse, voua une profonde admiration à Hogarth, dont il reprendra l'art de raconter des histoires en images, versant parfois dans la satire.
Pourtant, que ce soit en France ou en Grande-Bretagne, le peintre Hogarth (et moins le graveur) semble, au tournant du XXe siècle, victime d'une paradoxale forme d'amnésie de la part des critiques. Ainsi, John Collier, qui fait paraître en 1910, The Art of Portrait Painting oublie totalement de le citer. Whistler, encore, devait, quelques années plus tôt, alerter l'opinion et remuer ciel et terre pour empêcher que la maison d'Hogarth, située à Chiswick et miraculeusement conservée, ne soit détruite par des promoteurs.
En 1935, Gavin Gordon (1901-1970) crée le balet The Rake's Progress, avec Ninette de Valois, qui s'inspire directement de la suite d'Hogarth, La Carrière du libertin. En 1951, Igor Stravinsky compose l'opéra The Rake's Progress, sur un livret de W. H. Auden, plus ou moins inspiré des images d'Hogarth.
Entre 1965 et 1993, l'Américain Ronald Paulson élabore une série d'études capitales sur le maître ; son analyse biographique reste une somme incontournable.
En octobre 2006, s'ouvre au musée du Louvre, en partenariat avec la Tate Britain, la première grande exposition jamais organisée en France sur Hogarth, où l'on découvre des artistes contemporains qui s'inspirent du maître, comme Paula Rego, David Hockney, Yinka Shonibare ou Jake et Dinos Chapman,.

## Œuvre

### Œuvre gravé sur cuivre

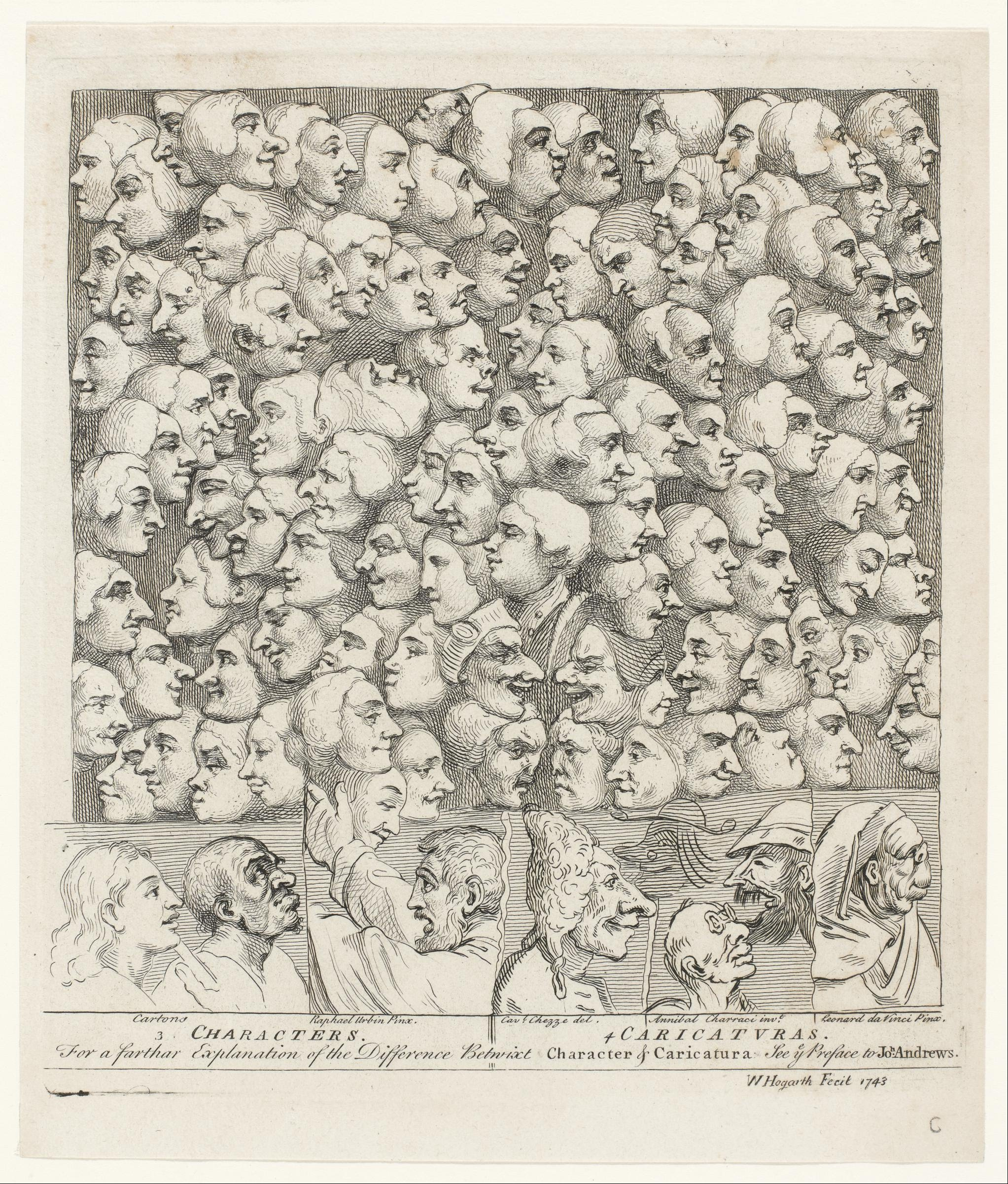
Caracteres and Caricaturas (1743).

- Emblematical Print on the South Sea Scheme (1721), eau-forte et pointe sèche, British Museum.
- The Bad Taste of the Town ou Masquerades and Operas (1724), idem.
- The Lottery (1724), idem.
- The Mystery of Masonry brought to Light by the Gormogons (1724), idem.
- A Just View of the British Stage (1724), idem.
- A Burlesque on Kent’s Altarpiece... (1725), satire contre William Kent, idem.
- Enthusiasm Delineated, (Représentation de l’enthousiasme), (1761 ?), idem.
- Tiré à part (1726) sur grandes planches des pièces du Hudibras.
- The Large Masquerade Ticket (1727), idem.
- A Harlot's Progress (1732), suite gravée tirée de ses peintures disparues (1731).
- Four Times of the Day (Les Quatre Parties du jour, 1738), suite de 4 pièces d'après ses toiles (1736).
- Caracteres and Caricaturas (Caractères et caricatures, avril 1743), une planche.
- Marriage A-la-Mode (Le Mariage à la mode, 1743-1745), suite de six pièces, avec Simon François Ravenet, Bernard Baron, Gérard Jean-Baptiste II Scotin[76].
- Simon Lord Lovat (août 1746), une planche.
- Industry and Idleness (Le Zèle et la Paresse, septembre 1747), suite de 12 pièces.
- The Stage Coach or The Country Inn Yard (1747).
- Beer Street et son pendant Gin Lane (février 1751).
- Les Quatre Étapes de la cruauté (vers 1751), suite de quatre pièces.
- The Invasion (L'Invasion, mars 1756), deux planches, la France (I) et l'Angleterre (II).
- The Cockpit (Le Combat de coqs, novembre 1759), une planche.
- Credulity, Superstition, and Fanaticism: Medley (plusieurs états entre 1760 et mars 1762).
- The Times (L'Époque, 1762), deux planches.
- The Bruiser (L'Homme de main, août-octobre 1763).
- John Wilkes, Esq. (août 1763).
- Tail Piece, ou The Bathos (Cul-de-lampe ou La Chute, mars 1764).

### Œuvre peint: une sélection

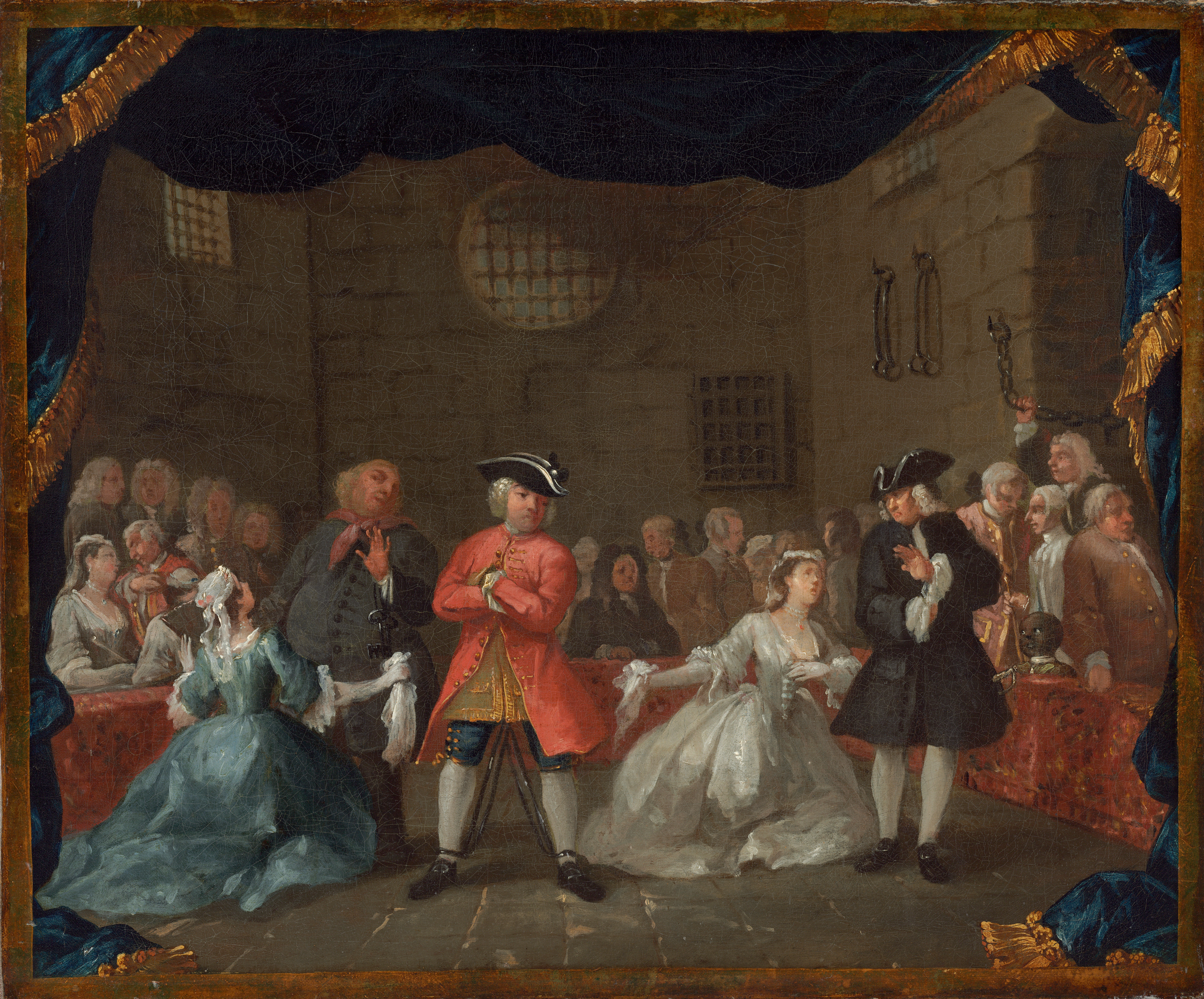
A Scene from the Beggar's Opera (1728-1729), inspirée par la pièce à succès de John Gay créée à Londres cette année-là (Washington DC, National Gallery of Art).

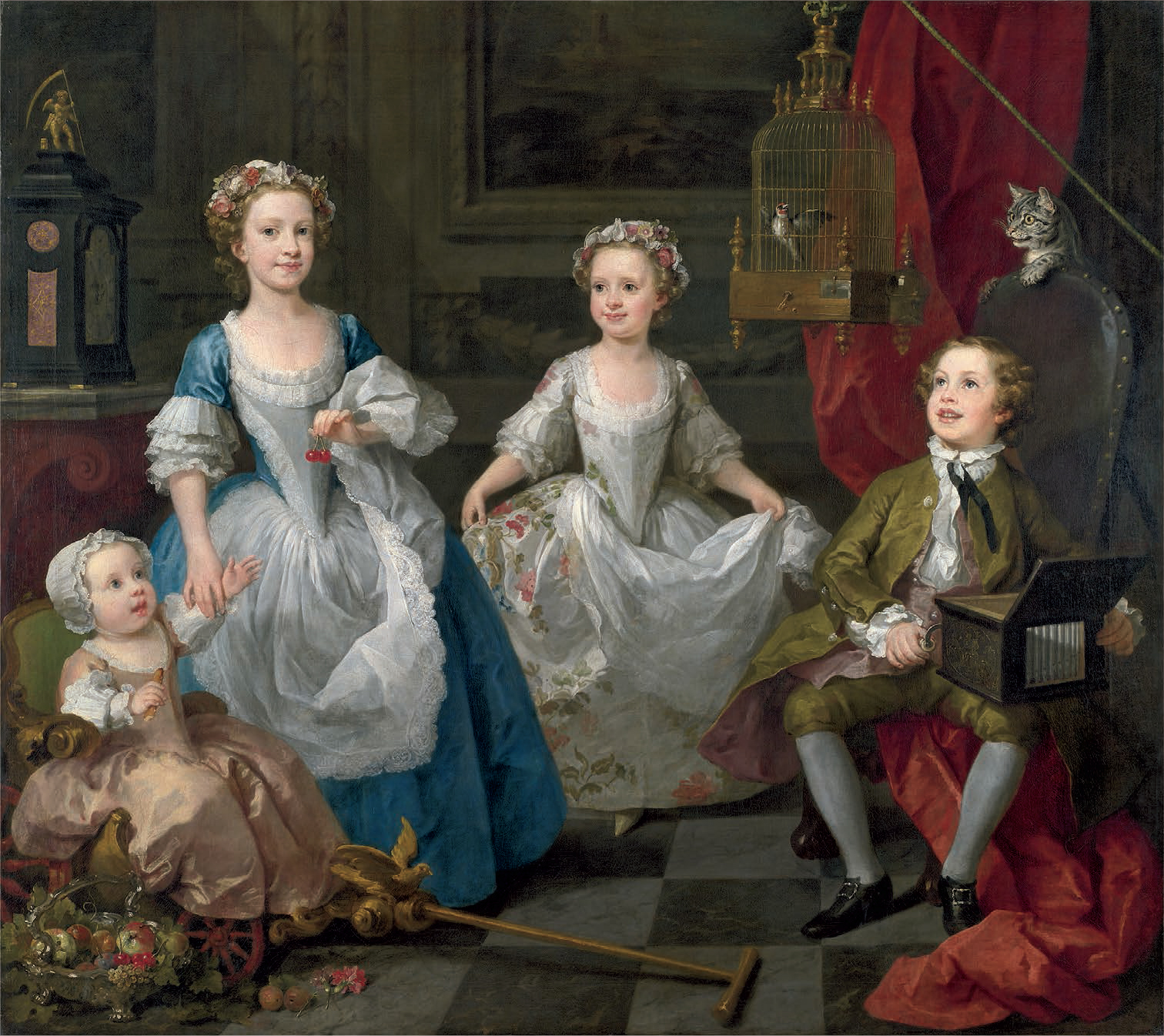
Les Enfants Graham (1742), toile commanditée par le médecin Daniel Graham, du Londoner Hospital de Chelsea (Londres, National Gallery).

Les travaux ci-dessous sont présentés avec leurs titres originaux sont tous des huiles sur toile, sauf mention contraire, et par ordre chronologique :
- A Scene from the Beggar's Opera (L'Opéra des gueux), 1728-1729, Washington DC, National Gallery of Art.
- The Denunciation. A Woman Swearing a Child to a Grave Citizen, vers 1729, 49,5 × 66 cm, Dublin, National Gallery of Ireland.
- The Christening. Orator Henley Christening a Child, vers 1729, 49,5 × 62,8 cm, collection particulière.
- The Wedding of Stephen Beckingham and Mary Cox (Le Mariage de Stephen Beckingham et Mary Cox), vers 1729, 128,3 × 103 cm, The Metropolitan Museum of Art, New York[77].
- The Fountaine Family (vers 1730-1732).
- The Assembly at Wanstead House, idem.
- The House of Commons examining Bambridge, idem.
- A Midnight Modern Conversation (1733)
- Southwark Fair (1733)
- A Rake's Progress (La Carrière d'un libertin ou d'un roué, 1733-1735), suite de huit toiles, Sir John Soane's Museum[78].
- Autoportrait (vers 1735), Yale Center for British Art.
- The Sleeping Congregation (1736)
- Before et After (1731), diptyque.
- Scholars at a Lecture (1736)
- The Company of Undertakers (Consultation of Quacks) (1736)
- The Distrest Poet (1736)
- Four Times of the Day (Les Quatre Heures du jour, 1738)
- Strolling Actresses Dressing in a Barn (1738)
- The Strode Family (1738), 87 × 91,5 cm, Tate Britain, Londres[79].
- The Shrimp Merchant (La Marchande de crevettes), vers 1740, inachevée, 63,5 × 52,5 cm, National Gallery, Londres[80].
- Portrait d'une jeune femme (v. 1740), 76,5 × 63,5 cm, Musée des beaux-arts de Gand[81].

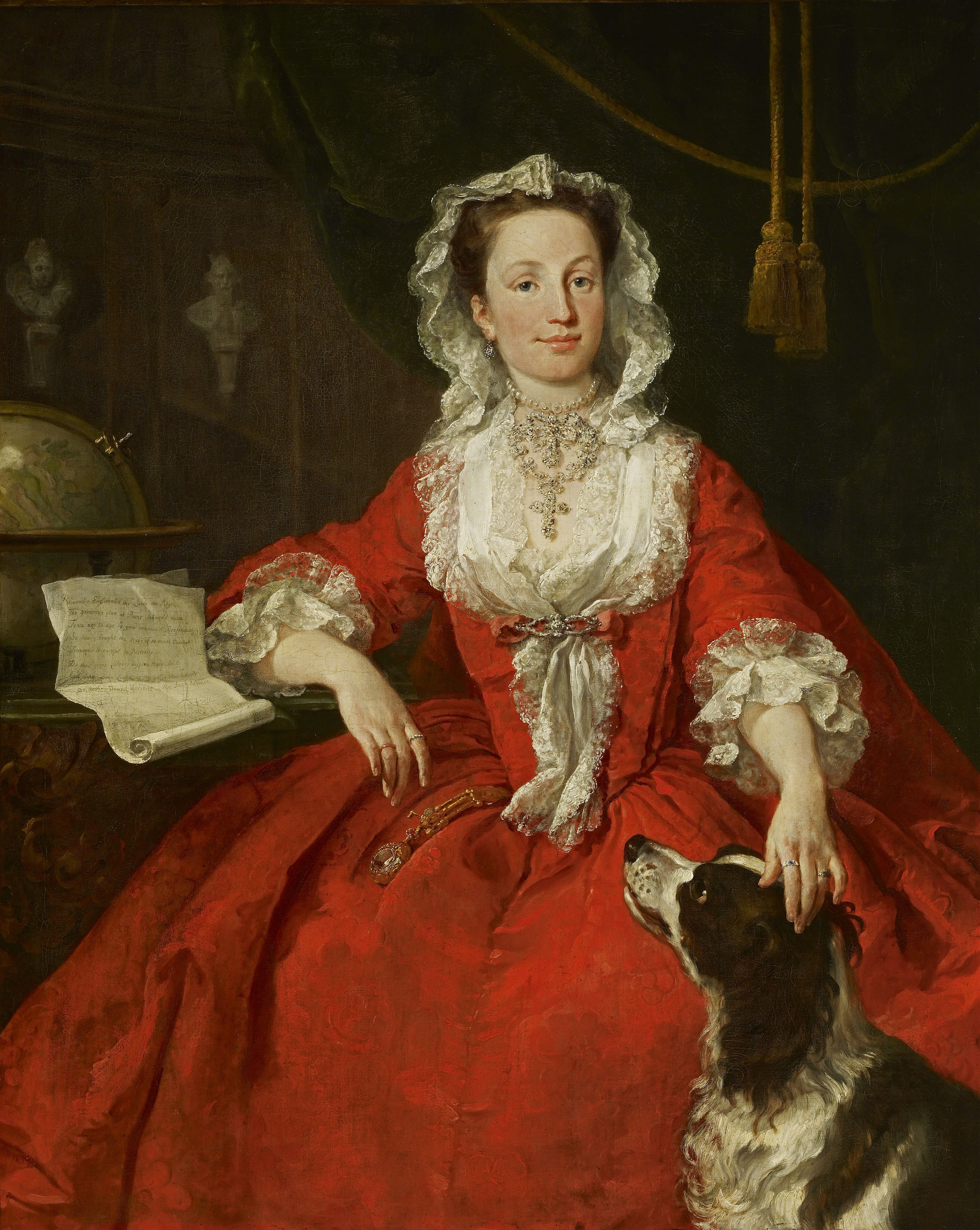
Miss Mary Edwards (huile sur toile, 1742), Frick Collection.

- The Captain Thomas Coram (1740), Foundling Museum, Londres.
- Miss Mary Edwards (1742), 126 × 101 cm, Frick Collection, New York[82].
- Les Enfants Graham (1742), Londres, National Gallery.
- Marriage A-la-Mode (Le Mariage à la mode), 1743-1745, série de six toiles, 70 × 91 cm, National Gallery, Londres[83] — traduites en gravures[84].
- David Garrick as Richard III (1745)
- Le Bal (vers 1745), 68,5 × 90 cm, Tate Britain.
- Le Peintre et son carlin, 1745, 90 × 70 cm, Tate Britain, Londres[85].
- Simon Fraser 11th Baron Lovat (1746-47), Londres, National Portrait Gallery
- Portrait des enfants Mackinen (1747), 180 × 143 cm, National Gallery of Ireland, Dublin[86]
- O the Roast Beef of Old England — The Gate of Calais (1748), 79 × 94 cm, Tate Britain[87]

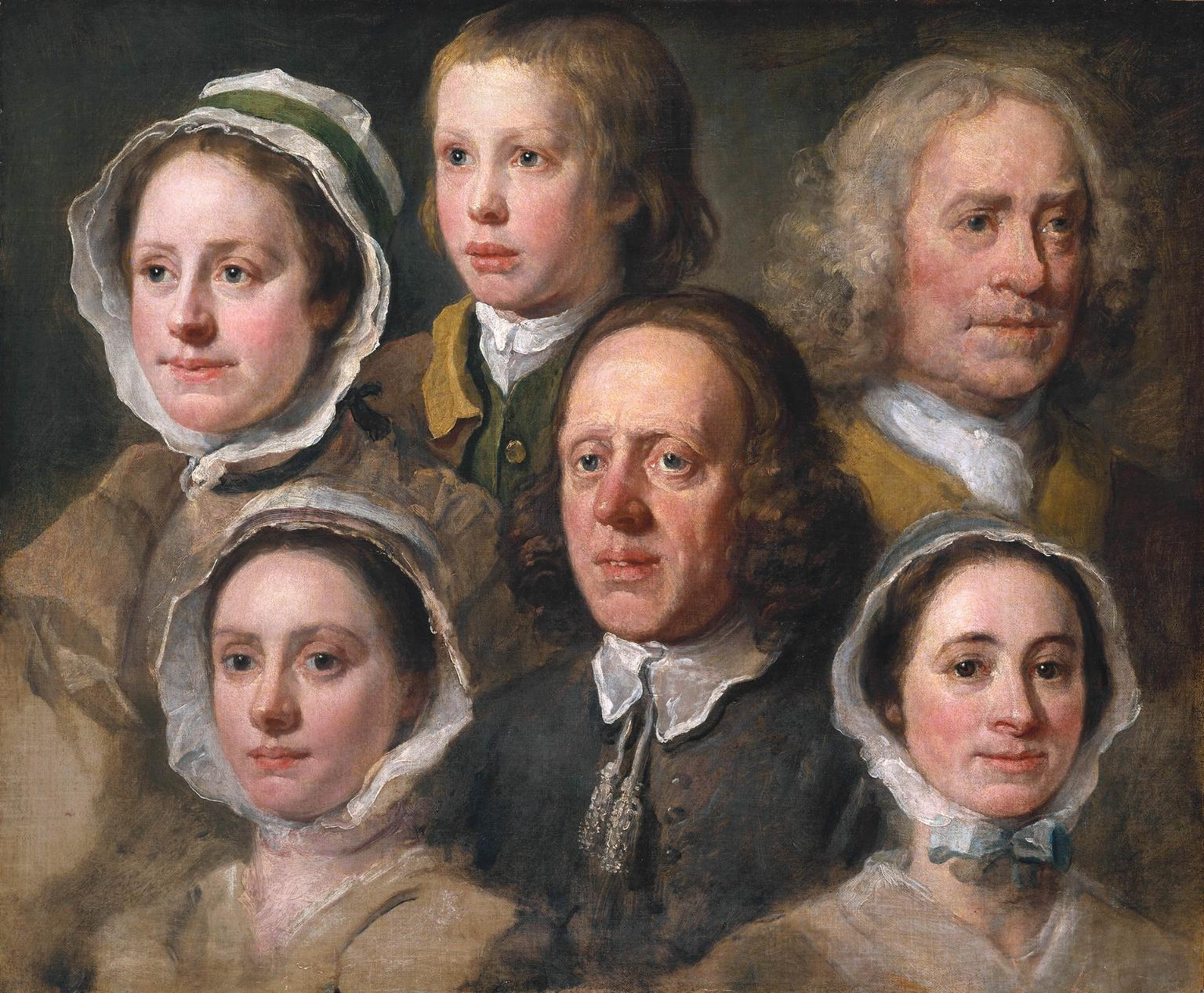
Hogarth's Servants (huile sur toile, vers 1750-55), Tate Britain.

- The March of the Guards to Finchley (1750), Foundling Museum, Londres.
- Heads of Six of Hogarth’s Servants (Têtes de six domestiques du peintre), (1750-1755), 63 × 75 cm Tate Britain[88].
- An Election (Une Election) (1754-1755), série de quatre toiles, 101 × 128 cm, Sir John Soane's Museum, Londres[89]
- David Garrick with his Wife Eva-Maria Veigel (vers 1757–1764), , 133 × 104 cm, Royal Collection, château de Windsor[90]
- The Lady's Last Stake (Le Dernier rempart de la Dame) (1759), 91 × 105 cm, Albright-Knox Art Gallery, Buffalo[91]

#### Ouvrages illustrés
- Planches (1722) pour Travels through Europe, Asia and into part of Africa (1723) d'Aubry de La Mottraye.
- Planches pour les New Metamorphosis (1723) de Charles Gildon d'après Apulée[92].
- Suite d'eaux-fortes (1723-1724) pour Hudibras (1726) de Samuel Butler.
- Frontispices (1725-1726) pour la traduction par Charles Cotterell de Cassandra de Gautier de Costes de La Calprenède[93].
- Illustrations (attribution [?], 1726-1727) pour An historical account of the heathen gods and heroes; necessary for the understanding of the ancient poets (3e édition) par William King[94].
- Frontispice pour A New Book of Songs (1727) de Richard Leveridge (en).
- Suite pour The Analysis of Beauty, son essai de 1753.
- Satire on False Perspective (Satire de la perspective, 1754) frontispice pour l'essai de Joshua Kirby.

### Iconographie

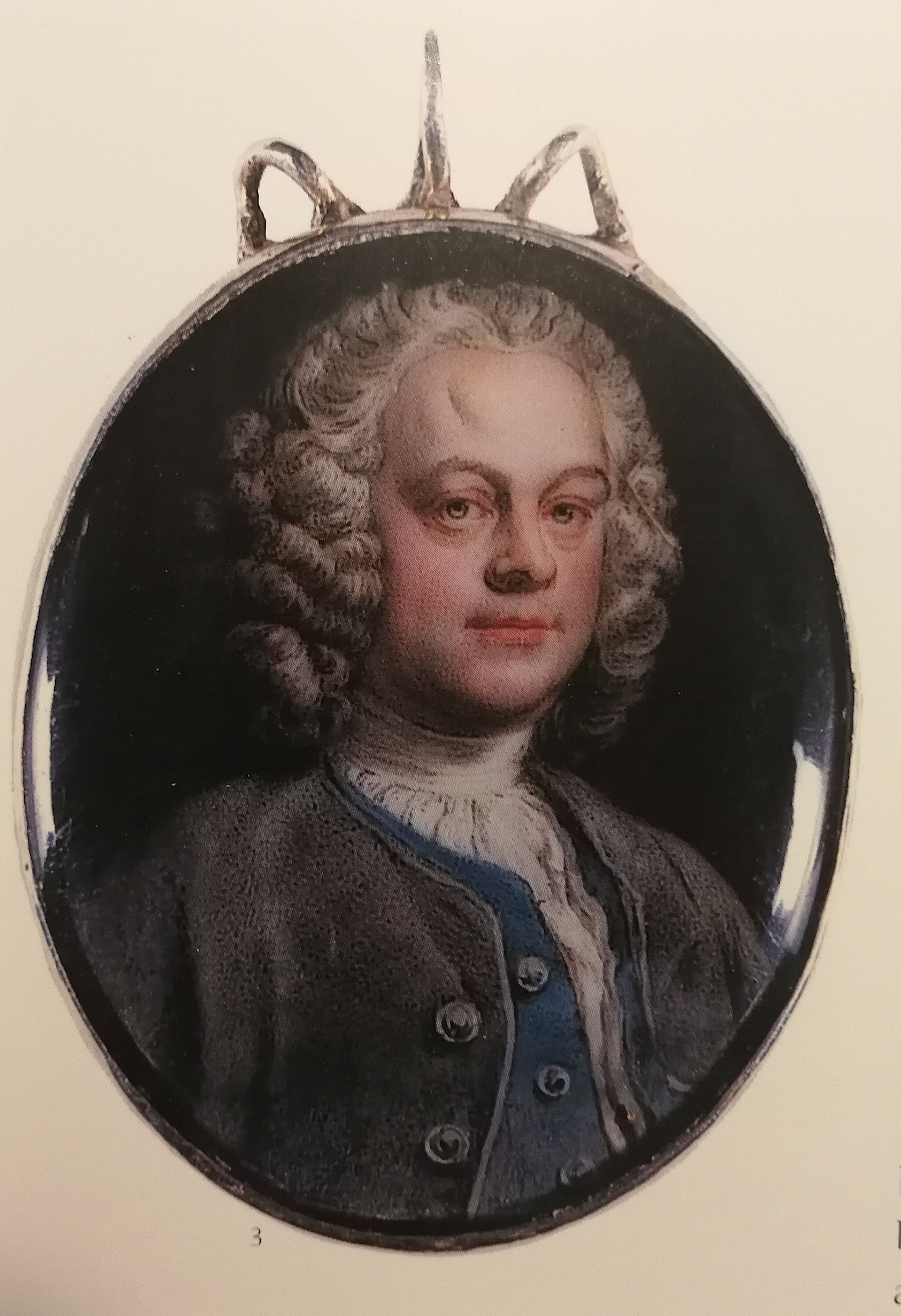
Miniature représentant Hogarth, attribuée à Jean-André Rouquet, vers 1740, Londres, National Portrait Gallery.

William Hogarth s'est représenté lui-même plusieurs fois, que ce soit sous la forme d'autoportraits frontaux avec l’Autoportrait à la palette (vers 1735) et l’Autoportrait au chien (1745), ou en situation, avec Hogarth peignant la muse de la Comédie (vers 1757), ou même de façon discrète, comme dans O the Roast Beef of Old England ('The Gate of Calais') (1748).
Il a été le sujet de représentations, dont une miniature sur émail attribuée à Jean-André Rouquet (vers 1740-1745) et un buste signé Roubiliac (vers 1741). En regardant son autoportrait de 1745 — celui au carlin nommé Trump —, on distingue sur son front une cicatrice dont on ignore l'origine mais dont il était fier et qui est déjà présente sur la miniature de Rouquet. Une analyse du tableau au rayon X démontre que l'esquisse originelle prévoyait une perruque et une tenue de ville. Quant au chien, il est en avant, et veut symboliser, comme dans une vanité, que le caractère principal d'Hogarth est la ténacité et la fidélité. Physiquement, Hogarth était plutôt de petite taille et assez râblé.